# 赫歇爾隕石坑
赫歇尔陨石坑（Herschel）是月球正面中央赤道上一座形成于爱拉托逊纪的年轻撞击坑，以德裔英国天文学家威廉·赫歇尔之名命名，1935被国际天文学联合会批准接受。

## 描述

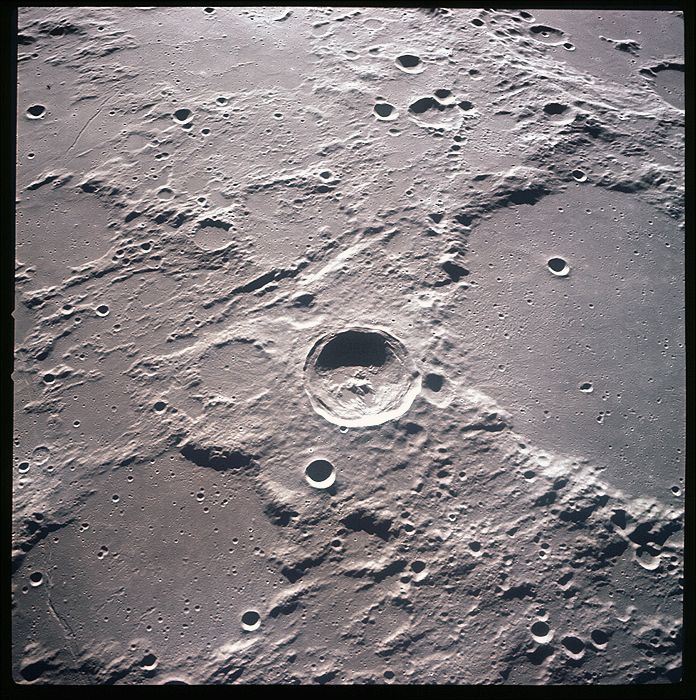
赫歇尔陨石坑周边图，美国宇航局照片。

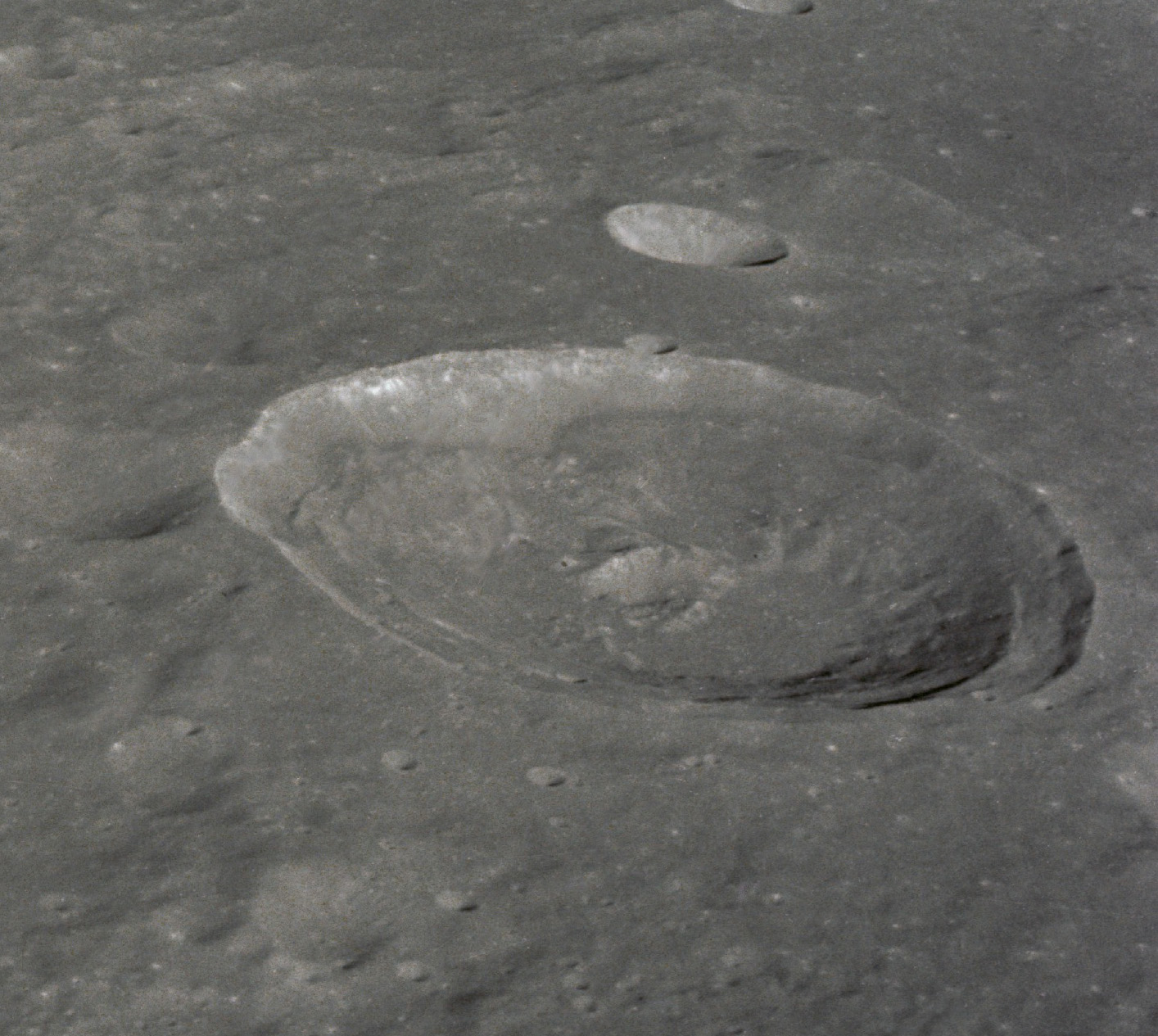
阿波罗12号拍摄的赫歇尔陨石坑斜视照

该陨坑位于托勒密环壁平原北面，西邻拉朗德陨石坑、北望已被填塞的史波勒陨石坑，东接破损的于尔登陨石坑，西北相隔它直径的距离是坐落于中央湾南岸的弗拉马里翁环壁平原。东北和西南分别为列奥米尔陨石坑和帕利扎陨石坑、西南偏南则是穆勒陨石坑。
该陨坑的中心月面坐标为5°41′S 2°05′W / 5.69°S 2.09°W，直径39.1公里，
深度约3.33公里。
该陨坑外缘呈扁圆形，西侧较直，边缘清晰，无明显磨损，内侧壁有阶地结构。西南侧连接着小撞击坑"赫歇尔 G"坑，另一座微型陨坑横跨在它的南缘。
该陨坑侧壁平均较周边地形高1030米，内部容积约1200公里³。幽暗的坑底表面较为崎岖，中央偏西分布着数座山丘，中央峰升起高度约为800米。

## 卫星陨石坑
按照惯例，最靠近赫歇尔陨石坑的卫星坑在月图上以字母标注在该坑中心点的旁边。
| 赫歇尔 | 纬度   | 经度   | 直径    |
| ------ | ------ | ------ | ------- |
| C      | 5.0° S | 3.2° W | 10 公里 |
| D      | 5.3° S | 4.0° W | 20 公里 |
| F      | 5.8° S | 4.4° W | 7 公里  |
| G      | 6.5° S | 2.4° W | 14 公里 |
| H      | 6.3° S | 3.4° W | 5 公里  |
| J      | 6.4° S | 4.3° W | 5 公里  |
| N      | 5.2° S | 1.1° W | 15 公里 |
| X      | 5.3° S | 2.7° W | 3 公里  |

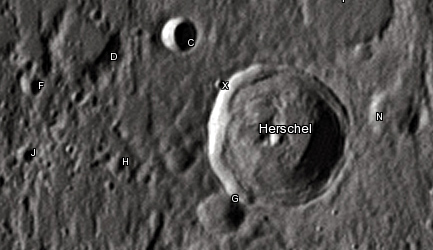
戴维·坎贝尔图片.

- 卫星坑"赫歇尔 C"被月球及行星观测者协会(ALPO)列入《内侧壁坡带有暗黑辐射纹撞击坑列表》[6]。

## 另请参阅
- 约·赫歇尔环形山
- 卡·赫歇尔环形山